# Marines, Let's Go
Marines, Let’s Go (Brasil: O Amor Custa Caro ) é um filme estadunidense de 1961, dos gêneros drama, guerra e romance, dirigido por Raoul Walsh, roteirizado pelo diretor e John Twist, música de Irving Gertz e William Lava.

## Sinopse
Guerra da Coreia, três soldados ganham uma licença em Tóquio, onde antes de voltarem ao combate terão toda sorte de diversão e romance.

## Elenco
- Tom Tryon ....... Soldado Skip Roth
- David Hedison ....... Soldado Dave Chatfield
- Tom Reese ....... Soldado Desmond 'Let's Go' McCaffrey
- Linda Hutchings ....... Grace Blake
- William Tyler ....... Soldado Russ Waller
- Barbara Stuart ....... Ina Baxter
- David Brandon ....... Soldado Newt Levels
- Steve Baylor ....... Soldado Chase
- Peter Miller ....... Sargento Howard Hawkins
- Rachel Romen ....... Mrs. Ellen Hawkins (como Adoree Evans)
- Hideo Inamura ....... Soldado Pete Kono
- Vince Williams ....... Hank Dyer (Correspodente de guerra)
- Fumiyo Fujimoto ....... Song Do
- Heihachirô Ôkawa ....... Yoshida (Gerente do hotel)